# Looking for Langston
Pour plus de détails, voir Fiche technique et Distribution.
Looking for Langston est un film britannique réalisé par Isaac Julien, sorti en 1989 au cinéma.

## Synopsis
Il ne s'agit pas d'une biographie du poète noir-américain homosexuel Langston Hughes, mais d'un hommage à la Renaissance de Harlem depuis une perspective noire et homosexuelle.

## Distribution
- Ben Ellison : Alex
- Matthew Baidoo : Beauty
- Akim Mogaji : James
- John Wilson : Karl
- Dencil Williams : Marcus
- Guy Burgess : Dean
- James Dublin : Carlos
- Harry Donaldson : Leatherboy
- Jimmy Somerville : Angel
- Stuart Hall : voix british
- Langston Hughes : lui-même (film d'archives)

## Récompenses
- Teddy Award 1989

## Exposition
Isaac Julien a réalisé une exposition à partir de son film, qui a été montrée  à la galerie Victoria Miro. Un catalogue d'exposition a été publié en 2017. Le film a été projeté à la Tate Britain en 2017 et au Museum of Modern Art de New York.